# باردو، دوردون
باردو (به فرانسوی: Bardou) یک کمون (فرانسه) در فرانسه است که در canton of Issigeac واقع شده‌است. باردو ۴٫۷۶ کیلومتر مربع مساحت دارد ۱۷۵ متر بالاتر از سطح دریا واقع شده‌است.